# درعون
درعون هي بلدة لبنانية قرب حريصا في قضاء كسروان أحد أقضية محافظة جبل لبنان. تبعد 26 كلم عن بيروت عاصمة لبنان و7 كلم عن جونيه عاصمة القضاء. ويمكن الوصول إليها عبر طريق جونيه - بكركي، أو عبر عشقوت -غوسطا. ومؤخراً شقّت طريق حديثة بين سهيلة ودرعون وأصبح بالإمكان الوصول إليها بسرعة أكبر.
يبلغ متوسط ارتفاعها عن سطح البحر حوالي 550 م (أدنى ارتفاع لها حوالي 200 م عند بلدتي بكركي وغادير وأعلى ارتفاع لها 700 م عند حي الشرفة) 
تمتد على مساحة 435 هكتار اً (4.35 كلم²).
تحيط بها بلدات: بكركي، حارة صخر، غدير، ساحل علما، بطحا، غوسطا، بزمار، عجلتون، سهيلة، ذوق مكايل وعين الريحاني.

## معنى الاسم
درعون اسم مشتق من السريانية ومعناه باب صغير أو حظيرة الغنم أو سكن وأقام. وحريصا مشتق من الفينيقية ومعناه الطرف الحاد.

## لمحة عن تاريخها
إن البلدتين تشكلان بلدية واحدة لترابطهما التاريخي والعائلي والرعوي كون حريصا كانت في بادئ الأمر حي من بلدة درعون فاستوطن فيها شخص من آل يونس نزح مع عائلته من بلدة تحمل التسمية نفسها، وهي حريصا في تنورين (شمال لبنان) واشترى عقارات شاسعة في منطقة درعون، حيث استقر وعاش مع عائلته التي كبرت وتوسعت، فأخذ أهالي المناطق المجاورة يطلقون عليهم اسم (أهالي حريصا)، وبعد مسح الأراضي عرفت المنطقة المحاذية لدرعون بهذا الاسم.
من خلال الابحاث التاريخية، يعود زمن نشوء البلدة إلي أوائل القرن السابع عشر. فمنذ ذلك التاريخ اخذت عائلات تستقر في درعون -حريصا لتعمل في استصلاح الأرض وزراعتها، نذكر منها: الشمالي، باسيل، رزق، الشدياق، المقوم، العظم، ابي سعد، سرور، يونس، سعد، مطر، وهبه، كرم، زوين، سلامة، صقر، حجيلي، آدم، انطين، أبي زيد، واكيم، اسبهان، الصبحجي، سابا، فياض، السقيم، مير... بالإضافة الي الاسرة الخازنية التي كانت صاحبة الإقطاع.
وعلي ايدي أبناء هذه الاسر، نشأت درعون - حريصا، فمنذ قدوم الرعيل الأول منهم، أخذ هؤلاء يفتّتون الصخور في تلك البقاع العاصية، وتشهد الأراضي المستصلحة وسط تلك الطبيعة القاسية علي مقدار الصلابة التي كان يتحلي بها الاجداد ومدي تعلقهم بهذه الأرض. ومن ثم أخذت القرية التي كانت من اقطاع مشايخ بني الخازن تنمو وتتقدم مع نمو العائلات وتكاثرها. وكانت الأعمال مقتصرة علي زراعة الحنطة والتوت وتربية المواشي ودود القز (الحرير).
وهي، كما سائر البلدات الكسروانية، عرفت عهد الإقطاع حتي القرن التاسع عشر، عندما بدأت حملة تملك الفلاحين، قابلتها حركة هجرة لافتة، بعدها فقدت العديد من ابنائها بالموت جوعاً في الحرب العالمية الأولي. وبين الانتداب واليوم، عادت لتنمو من جديد وارتفع في السنوات الأخيرة معدل الثقافة فيها، وأصبح العديد من ابنائها اطباء ومهندسين ومحامين. أهم مداخيلها المحلية يتوفر من المطابع، وأهمها مطبعة باسيل اخوان التي تأسست في العام 1966 وقد أضحت من أكبر المطابع اللبنانية. ويلي الطباعة عائدات السياحة التي أوجدها معبد سيدة لبنان.
يبلغ عدد السكّان المسجّلين في درعون - حريصا 3130 نسمة. في الانتخابات البلدية عام ألفين وأربعة، كان في درعون - حريصا 4077 منتخب مسجل ومنهم 2645 منتخب فعليّ. يوجد في البلدة مجلس بلدي مؤلف من 12 عضواً. و3 مخاتير (مختارين لدرعون ومختار لحريصا)
تخطت بلدة درعون حريصا اللبنانية رمزيتها الدينية لتكون حاضرة بقوة علي قائمة الأماكن السياحية في لبنان والشرق والأوسط، بجمال موقعها تظللها أحراج الصنوبر، مما جعلها علي الدوام قبلة السياح العرب والأجانب. فمن لا يعرف التلفريك ولم يقم بمغامرة الاستكشاف والتقاط الصور الجميلة وهو معلق بين السماء والأرض ؟
وشهرة درعون حريصا كموقع سياحي لا تخفى على أحد، لاسيما متتبعي أفلام الأسود والأبيض اللبنانية والعربية. ونادرا ما صور فيلم في لبنان وخلا من مشهد الجبل الأخضر وشرفته المطلة على خليج جونيه المتميز بصخوره من جهة وشاطئه الرملي من جهة أخرى، فازدان بلوحة جمالية فريدة لطالما شكلت استديو مكتمل العناصر في الهواء الطلق.
ولم يكن من قبيل الصدفة أن يؤمها بابا روما يوحنا بولس الثاني في 10 مايو،1997 يوم تخطي البروتوكول وخرج عن النص المكتوب قائلاً باللغة البرتغالية: Que belo horizonte.
أما الأب دي جيران الذي وقف فوق إحدى تلالها وقال جملته الشهيرة «ليأت إلى حريصا! ليأت مهما كلف الأمر كل كافر عديم الإيمان، ويتنشق هواء هذا الجبل النقي... وعند ذلك سيخرّ ساجدا أمام الذي بإشارة واحدة منه، أبدع كل هذه الروائع».
كذلك يوجد في بلدة درعون مقام مصنّف من قبل وزارة السياحة اللبنانية على أنه من أجمل المناظر في العالم.
تكثر في درعون حريصا ينابيع المياه، فهي تستقي لجهة مياه الشفة من نبع العسل، اما مياه الجر فكانت تأتي من ينابيع ارضها ومنها: عين العروس، عين اللبنة، عين حريصا، عين الحقلة، عين الحرف، نبع النجمة، نبع البساتين ونبع حراش.
وصلتها الكهرباء سنة 1937 وبعدها مياه الشفة سنة 1940 اما طرق العربات فاتصلت بها في عهد المتصرف العثماني مظفر باشا بين العامين 1902 و1907 لتتطور مع مرور السنين وتصبح كما هي اليوم شبكة مترابطة بكل المناطق المجاورة. أما الهاتف الذي بدأ نصف آلي تحول اليوم الي إلكتروني بالإضافة إلى استحداث العديد من الهواتف العمومية.

## المعالم السياحية والدينية
درعون حريصا تعرف ب روما الشرق هي محجة المؤمنين من كل أقطار العالم.
حتي ذلك التاريخ، كانت درعون حريصا منطقة سكنية كسروانية لا تتميز عن سواها من قري كسروان، إلا أن مؤسسة دينية نشأت فيها منذ عهد قديم، جعلتها تتحول الي روما الشرق.
- دير مار أنطونيوس للرهبان الفرنسيسكان: عرفت البلدة نمواً ونهضة ملحوظة مع قيام الاديار والكنائس والمعاهد فيها. ففي العام 1681كان تأسيس دير مار انطونيوس للرهبان الفرنسيسكان ثم إنشاء الدير السفلي والكنيسة. وفي 6 فبراير 1699 صدر قرار يقضي بجعل هذا الدير مدرسة لعشرة مرسلين يدرسون اللغة العربية ويساعدون الطائفة المارونية في الامور الروحية. كان رئيس عام تلك الرهبنة، يحضر الي الدير للاجتماع برؤساء الطوائف عندما كانت تدعوه الحاجة الي ذلك. وهكذا نشأ في درعون حريصا الدير الأول الذي كان نواة لنشوء المؤسسات الروحية المتعددة فيما بعد، لما كان لدير حريصا الفرنسيسكاني من أهمية بصفة ان رئيسه كان القاصد الرسولي في لبنان ولا يزال قرب هذا الدير مركز القصادة الرسولية الصيفي حتي اليوم.
- دير مار بطرس وبولس للروم الملكيين الكاثوليك: في العام،1909 بني المطران جرمانوس معقد الملكي الكاثوليكي ديراً يحتضن الجمعية الجديدة التي سميت بالبولسية تيمناً بالقديس بولس. تأسست فيه مطبعة علي يد أعضاء الرسالة، اخذت تنمو مع الايام حتي غدت من أهم المطابع في لبنان، وقد عمل فيها العديد من اهالي درعون - حريصا، وكثيرون منهم أصبحوا اصحاب مطابع، كما اضحت المنطقة القريبة مركزاً للطباعة يزيد عدد المطابع فيه علي الأربعين. كما تضم الطريق من خليج جونيه إلى جبل حريصا مقاهي عدة تتميز بأسلوبها الريفي.
قامت جمعية الرسل البولسيين بنشاط اجتماعي واسع النطاق، فافتتحت المدارس والمعامل والمطابع والمكتبات وأسست في العام 1952 معهداً كبيراً لتعليم اللاهوت والفلسفة في حريصا. كانت الجمعية قد صممت في العام 1947 بناء كنيسة كبرى، انشئت باحدي أجمل قباب كنائس الشرق، وسميت بكاتدرائية القديسين بولس وبطرس، وهي مصغر لكنيسة آياصوفيا في العاصمة التركية إسطنبول.
- بطريركية السريان الكاثوليك: كانت قمة الشرفة المطلّة على قرية درعون وحريصا تخص مشايخ آل الخازن وفي تموز 1754 تمّ القرار على بيعها للقس يوسف مارون (الطرابلسي) بشرط أن يبني فيها مدرسة يعلم فيها الفتيان مبادئ السريانية والعربية والأصول الدينية. وبتاريخ 22 أيلول 1786 اشترى البطريرك إغناطيوس ميخائيل المكان مع أرزاقه على اسم الكرسي الإنطاكي لطائفة السريان الكاثوليك وسماه «دير سيدة النجاة» إقراراً بجميل العذراء المغبوطة التي نجّته مراراً. أنشأ القس اسطفان نحاس الحلبي مدرسة زاهرة وصل عدد طلابها إلى 200 ثم مدرسة كبرى دشنها عام 1938واستحضر مهندس لتاسيس مركز ثان شمالي دير الشرفة سنة 1947
بقي دير سيدة النجاة منارة للتثقيف الكهنوتي.بعد اكمال التلميذ دروسه في الإكليركية الصغرى كان ينتقل إلى الإكليركية الكبرى التي كانت تضم أيضا موارنة وتمنح شهادات في الفلسفة واللاهوت وبقيت الحال كذلك حتى فتحت جامعة الروح القدس –الكسليك أبوابها فقل عدد التلاميذواضطرهم لتكملة علومهم الكهنوتية هناك أي في الكسليك وذلك عكس ما كان يجري في الماضي. وخلال 160 سنة تقريبا تثقف عدد كبير من التلاميذة في دير الشرفة
- دير والدة الاله والوحدة: في العام، 1962 انشئت مؤسسة روحية جديدة، إذ أسس دير والدة الاله والوحدة، مع مجيء عشر كرمليات من إسبانيا الي لبنان، عزمن علي اتخاذ الطقس الشرقي ولبس العادات الشرقية.
- ميتم ومأوي مار شربل: قامت الرهبانية المارونية اللبنانية بتأسيس ميتم ومأوي مار شربل للعجزة والايتام وحقق اهدافاً إنسانية وتربوية مهمة.
- معبد سيدة لبنان: شهدت درعون حريصا بناء معبد سيدة لبنان في العام 1904 تخليداً للذكري الخمسين لتثبيت عقيدة الحبل بلا دنس التي اعلنها البابا بيوس التاسع سنة 1854. فكرة البناء تعود الي الاب لوسيان كاثان اليسوعي، الذي أصر علي تكريم العذراء في لبنان، وقد تبني هذه الفكرة البطريرك الياس الحويك والقاصد الرسولي المطران كارلوس دوفال.
وبعد نيل موافقة البابا، بدأ البحث عن مكان ملائم فوقع الاختيار على تلة حريصا، المكان الذي يعرف باسم الصخرة والذي كان ملكاً لفرنسيس يعقوب يونس. تم شراء قطعة الأرض، وركز حجر الأساس في أكتوبر،1904 بعدما وضع تصميم البناء المهندس الفرنسي جيو، وقام بتنفيذ البناء المتعهد إبراهيم مخلوف.
بنيت قاعدة التمثال على شكل جذع مخروط من الحجر الطبيعي ارتفاعه 20 متراً ومحيطه الأسفل 63 متراً والاعلي 12 متراً. في اسفل القاعدة كنيسة صغيرة علي اسم سيدة لبنان. أما التمثال فتم تنفيذه في أحد معامل مدينة ليون الفرنسية، وهو من البرونز، طوله 8 امتار، قطره خمسة امتار ووزنه 15 طناً ويتألف من 7 قطع. رفع التمثال فوق القاعدة الحجرية وتم طلاؤه باللون الأبيض.
بلغت تكاليف القاعدة 20 ألف فرنك ذهبية، وثمن قطعة الأرض 60 ليرة عثمانية ذهبية. اما ثمن التمثال وايصاله الي حريصا فتعدي ال 14600 فرنك ذهبية. وقد جمعت بعض هذه الاموال من التبرعات، اما المبالغ الباقية فقد تبّرعت بها فاعلة خير فرنسية طلبت أن يبقي اسمها مكتوماً.
انتهي العمل في البناء في العام 1908 وجري حفل التدشين في الأحد الأول من مايو من العام نفسه، بحضور البطريرك الياس الحويك الذي أعلن الأحد الأول من مايو في كل عام عيداً لسيدة لبنان، وأسند خدمة المعبد وادارته إلى جمعية المرسلين اللبنانيين الموارنة.
في العام 1970 وضع حجر الأساس للبازيليك علي يد الكاردينال بولس المعوشي. أما تصميم البازيليك فهو مستوحي من شكل الأرزة اللبنانية والسفينة الفينيقية، ويتّسع لنحو 2000 شخص جلوساً، وتتوسطه باحة تستوعب 115 ألف شخص، استقبل فيها البابا يوحنا بولس الثاني شبيبة لبنان أثناء زيارته في مايو 1997. وفي العام 2004، احتفل باليوبيل الذهبي المئوي الأول لمعبد سيدة لبنان ووضعت للمناسبة روزنامة نشاطات واحتفالات علي مدار السنة.
- كذلك يوجد في درعون- حريصا العديد من الاديرة والكنائس الأخرى، نذكر منها : دير ومدرسة القلبين الأقدسين، كنيسة سيدة الانتقال الرعائية، كنيسة مار أنطونيوس الكبير، كنيسة مار افرام الأثرية، دير وكنيسة سيدة المعونة الدائمة، دير وكنيسة مار يوسف الحرف، دير وكنيسة سيدة النجاة، ميتم مار زكريا، كنيسة مار أنطونيوس البادواني، دير الراهبات الإفراميات، دير حراش، دير وإكليركية مار يوحنا الرسول التابعة لـ «جمعية المرسلين اللبنانيين الموارنة»... بالإضافة إلى سفارة الفاتيكان في لبنان.
فيها ناديين رياضيين : نادي أشبال الجبل ونادي الشباب الرياضي.
والعديد من الجمعيات الأهلية، الروحية، الكشفية، الخيرية...
ودرعون حريصا هي بلدة التلفريك، ففي وسط جونيه، وعلي الطريق المؤدي الي طرابلس، يرتقي الراكب مركبة تلفريك معلّقة تصعد به الي ارتفاع 550 متراً في 9 دقائق، ليشاهد منظراً يعدّ من أجمل مناظر العالم وأروعها.
تصل مركبة التلفريك الي محطة جميلة مجهزة بمقهي ومطعم وشرفات جميلة وطرقات شقّت وسط الأحراج. ومن هذه المحطة ينطلق الزائر في مركبة أخرى (فونيكولير) تبلغ به مساحة تؤدي الي تمثال سيدة لبنان، ليطلّ عليه من هناك منظر ساحر علي خليج جونيه، أحد أجمل الخلجان في المنطقة.
جمعها ونسقها المحامي جان بيار الشمالي

## وصلات خارجية
عنوان الوصلة